# Casa de la Vall
La Casa del Valle (en catalán: Casa de la Vall), ubicada en Andorra la Vieja, es la antigua sede del Consejo General de Andorra.

## Historia
Fue construida en 1580 como casa solariega y torre de defensa de la familia Busquets. En 1702 fue adquirida por el Consell General. En junio de 2003 fue catalogada como Bien de interés cultural de Andorra.

## Estructura
La planta del edificio es rectangular y cuenta con dos pisos. Un antiguo palomar con forma de torre destaca en una esquina. En los jardines del edificio se encuentra la escultura, ideada por Francesc Viladomat, La dansa.
La planta baja está destinada a la administración de justicia con el Tribunal de Cortes. En la primera planta, la planta noble de la casa familiar, se encuentra la Sala del Consejo, una capilla dedicada a San Ermengol y el "armario de las siete llaves" en el que se conservan documentos históricos de Andorra como el Manual Digest. El armario cuenta con una cerradura por cada una de las parroquias andorranas. En la antigua cocina se encuentra la Sala de los Pasos Perdidos donde se realizan los actos protocolarios. En el segundo piso albergó, hasta principios de los noventa, el Museo Postal de Andorra, que fue desmontado para disponer de esta planta como espacio de reuniones para la Comissió Tripartida, encargada de redactar la Constitución de Andorra de 1993.
En la puerta principal de la casa se encuentra el escudo de la familia Busquets junto con el escudo de Andorra.